# Eruca loncholoma
Eruca loncholoma là một loài thực vật có hoa trong họ Cải. Loài này được (Pomel) O.E.Schulz mô tả khoa học đầu tiên năm 1915.